# Yves Hézard
Yves Hézard (Donzy, 20 de octubre de 1948) fue un ciclista francés, que fue profesional entre 1971 y 1981. Durante este tiempo consiguió 27 victorias, siendo la más destacada una etapa al Tour de Francia de 1972. El 1971 había ganado el Campeonato de Francia en ruta, pero fue desposeído por haber dado possitiu en un control antidopaje.

## Palmarés
- 1971
  - 1.º en el Gran Premio de Roquebrune
  - 1.º en el Premio de Vailly
- 1972
  - 1.º en los Cuatro días de Dunkerque y vencedor de una etapa
  - 1.º en el Premio de Seignelay
  - 1.º en el Premio de Saussignac
  - 1.º en el Premio de Ambert
  - Vencedor de una etapa al Tour de Francia
- 1973
  - 1.º en el Tour de Indre-te-Loire y vencedor de una etapa
  - Vencedor de una etapa al Tour del Aude
- 1975
  - 1.º en el Premio de Commentry
  - 1.º en el Premio de Vailly
  - 1.º en el Premio de Blois
- 1976
  - 1.º en el Premio de Château-Chinon
  - 1.º en el Premio de Angerville
- 1977
  - Vencedor de una etapa al Tour de Córcega
- 1978
  - 1.º en la Route Nivernaise
  - 1.º en el Gran Premio de Fourmies
  - 1.º en el Premio de Seignelay
  - 1.º en el Premio de Mende
- 1979
  - Vencedor de una etapa al Tour del Lemosín
- 1980
  - 1.º en la París-Bourges y vencedor de una etapa
  - 1.º en el Premio de Chamalières
- 1981
  - 1.º en el Premio de Bourges
  - Vencedor de una etapa al Tour del Tarn

### Resultados al Tour de Francia
- 1972. 7.º de la clasificación general. Vencedor de una etapa
- 1973. Abandona (13.ª etapa)
- 1975. 21.º de la clasificación general
- 1976. 45.º de la clasificación general
- 1978. 17.º de la clasificación general
- 1979. 17.º de la clasificación general
- 1981. 71.º de la clasificación general

### Resultados al Giro de Italia
- 1979. 44.º de la clasificación general